# Monura
Die Monura sind ausgestorbene Insekten (Insecta), die im Zeitalter Paläozoikum von der Periode Karbon bis Perm vorkamen, durch neuere Funde aus der Schweiz wurde ihr Vorkommen mit einer Art auch in der Trias nachgewiesen. Dies ist bemerkenswert, da sie offensichtlich das Massenaussterben an der Perm-Trias-Grenze überlebt haben.
Der Rang und Status der Monura ist in der Wissenschaft umstritten. Alle Bearbeiter stimmen aber darin überein, dass es sich um eine Gruppe primär flügelloser "Ur"insekten handelte, die früher zu den (nicht holophyletischen) "Thysanura" zusammengefasst wurden. Während früher zahlreiche Bearbeiter sie als eigenständige Insektenordnung, möglicherweise die Schwestergruppe (Adelphotaxon) der Ectognatha (Dicondylia und Archaeognatha, Felsenspringer, zusammengefasst) auffassten, betrachten sie heute die meisten Bearbeiter als zu den Archaeognatha gehörig, möglicherweise im Rang einer Unterordnung. Es wurde aber auch schon vermutet, dass es sich lediglich um juvenile Felsenspringer oder Fischchen (Zygentoma) handeln könnte. Alle Monura werden heute in der Regel der Familie Dasyleptidae mit der einzigen Gattung Dasyleptus zugeordnet, hierüber existieren aber auch abweichende Meinungen.

## Eidonomie
Monura sind kleine Insekten von ca. 5 bis 15 Millimeter Körperlänge (gemessen ohne Terminalfilum) mit langgestrecktem Körperbau, der an rezente Fischchen oder Felsenspringer erinnert. Im Gegensatz zu diesen sitzt am Körperende nur ein langer Schwanzfaden (Terminalfilum) an, Cerci fehlen. Nach diesem Merkmal wurde die Gruppe benannt (Mon-Ura, "Einschwänze"). Die Mandibeln besitzen nur ein Gelenk (monokondyle Mandibel). Die Antennen sind kurz oder von moderater Länge mit deutlicher Antennengeißel, bei Dasyletus bongniarti sind sie kürzer als der Kopf. Am Kopf fallen außerdem relativ lange Maxillarpalpen auf. Der Kopf trägt außerdem Komplexaugen (Facettenaugen), bei denen die einzelnen Ommatidien etwas voneinander abgerückt sind, das Auge also nicht geschlossen ist. Die drei Rumpfsegmente sind untereinander ähnlich, wobei das erste (Pronotum) am kürzesten ist. Die Beine tragen am Ende einen Prätarsus mit paarigen Krallen. Das Abdomen besteht aus 11 Segmenten und ist zum Ende hin verengt. Schwierig zu beurteilen, aber für die Interpretation der Verwandtschaftsverhältnisse wichtig sind Extremitätenanlagen am Hinterleib, die als Styli bezeichnet werden. Bei unterschiedlichen Fossilien sind diese an unterschiedlichen Segmenten zu finden, teilweise sehen Bearbeiter auch am selben Fossil Styli, deren Existenz von anderen bestritten (oder zumindest nicht erwähnt) wird. Einige Bearbeiter interpretieren die Befunde als segmentierte Styli (bis zu vier Segmente), während sie nach anderen unsegmentiert sind. Bei einigen Fossilien aus Russland sind Krallen an den Styli erkennbar, diese werden heute aber meist nicht mehr als zu den Monura gehörig interpretiert, sondern gehören vermutlich anderen, ursprünglicheren, Insekten-Stammlinen an. Weibchen besitzen am Abdomenende (Segmente 8 und 9) einen Legebohrer (Ovipositor), der im Aufbau demjenigen der rezenten Insekten entspricht.
Zahlreiche Besonderheiten der Monura wären dadurch erklärbar, dass es sich um eine Tiergruppe mit juvenilen Merkmalen handelt, da sie an Jungtieren oder Embryonen rezenter Insekten ebenso nachweisbar sind. Einige Fossilien gehen offensichtlich nicht auf Körperreste, sondern auf nach der Häutung zurückgelassene Hüllen (Exuvien) zurück. Möglich wäre, dass es sich um juvenile Stadien von Arten handelt, deren Adulti bisher unbekannt sind. Nicht unwahrscheinlich ist aber auch eine Gruppe, die im Juvenilstadium bereits vorzeitig die Geschlechtsreife erlangte (Neotenie oder Pädomorphose).

## Paläoökologie
Da die Tiere oft nach der Bauchseite (ventral) eingekrümmt gefunden werden, vermuten einige Bearbeiter, dass die Tiere ein Sprungvermögen (ähnlich den rezenten Felsenspringern) besessen haben könnten. Nach den Fundumständen und der Begleitfauna vermutet man eine Lebensweise im Uferbereich von Süß- oder Brackwasseransammlungen, Seen oder Fließgewässern (supralitoral), ähnlich einigen rezenten Felsenspringern (z. B. Dilta littoralis).

## Spezies
Familie Dasyleptidae Sharov, 1957, Gattung Dasyleptus Brongniart, 1885
Arten
- Dasyleptus lucasi Brongniart, 1885 Typusart. Oberkarbon (Frankreich)
- Dasyleptus sharovi Durden, 1978. Unterperm (Kansas, USA)
- Dasyleptus brongniarti Sharov, 1957. Oberperm (Russland)
- Dasyleptus artinskianus Engel, 2009. Unterperm (Kansas, USA)
- Dasyleptus noli Rasnitsyn, 2000 Oberkarbon (Frankreich)
- Dasyleptus rowlandi Rasnitsyn et al., 2004 Unterperm (Neumexiko, USA)
- Dasyleptus triassicus Bechly & Stockar, 2011. Mittlere Trias (Schweiz)